# 철권 카드 챌린지
《철권 카드 챌린지》(鉄拳カードチャレンジ, Tekken Card Challenge)는 반다이의 원더스완으로 제작된 카드 배틀 시리즈이다. 흑백화면으로 제작되었으며, 철권3의 캐릭터들이 등장한다. 카드덱에서 4개의 카드가 제시되고, 룰렛방식으로 가드를 선택하여 각 캐릭터의 고유기술을 사용한다. 각 기술의 데미지나 판정등으로 승부한다.